# Tha Triflin' Album
Albums de King Tee
At Your Own Risk
(1990) IV Life
(1995)
Singles
1. Got It Bad Y'all
Sortie : 24 novembre 1992
2. Black Togetha Again
Sortie : 6 avril 1993

Tha Triflin' Album est le troisième album studio de King Tee, sorti le 26 janvier 1993.
L'album s'est classé 17e au Top R&B/Hip-Hop Albums et 95e au Billboard 200.

## Liste des titres
| No  | Titre                                                                                        | Contient un (des) sample(s) de | Durée |
| --- | -------------------------------------------------------------------------------------------- | --- | ----- |
| 1.  | Drunk Tekneek (Produit par DJ Pooh)                                                          | Don't Change Your Love des Five Stairsteps Magnificent Sanctuary Band de Donny Hathaway P. Funk (Wants to Get Funked Up) de Parliament What It Is des Ohio Players | 2:08  |
| 2.  | I Gotta Call Earl (Produit par DJ Pooh)                                                      | | 0:20  |
| 3.  | Got It Bad Y'All (featuring Tha Alkaholiks – Produit par DJ Pooh et Tha Alkaholiks)          | Whispering Pines des Crusaders Ode to Billie Joe de Lou Donaldson The Rainmaker de The 5th Dimension Richard Pryor Dialogue de Richard Pryor                       | 4:47  |
| 4.  | On tha Rox (Produit par Broadway)                                                            | The Message de Cymande Moon Rappin' de Brother Jack McDuff | 1:49  |
| 5.  | Just Flauntin' (Produit par Aladdin et SLJ)                                                  | The World Is a Ghetto de War | 3:52  |
| 6.  | At Your Own Risk (Budha Mix) (Produit par Marley Marl)                                       | | 3:52  |
| 7.  | King Tee's Beer Stand (featuring Ice Cube – Produit par DJ Pooh)                             | Tramp de Lowell Fulson Just Rhymin' With Biz de Big Daddy Kane featuring Biz Markie                                                                                | 1:01  |
| 8.  | We Got tha Fat Joint (featuring Mad Kap et Nefretitti – Produit par Broadway)                | Wah Wah Man du Young-Holt Unlimited | 4:05  |
| 9.  | Where'sa Hoe Sat (Produit par DJ Pooh)                                                       | | 0:46  |
| 10. | A Hoe B-4 tha Homie (featuring Deadly Threat et Ice Cube – Produit par Mr. Woody et DJ Pooh) | Cissy Strut des Meters Nappy Dugout de Funkadelic | 6:01  |
| 11. | Blow My Sox Off (Produit par King Tee et Bobby « Bobcat » Ervin)                             | Kool Is Back de Funk, Inc. Givin' Up the Nappy Dugout d'Ice Cube                                                                                                   | 3:22  |
| 12. | Where'sa Hoe Sat (Cont.) (Produit par DJ Pooh)                                               | | 0:40  |
| 13. | Triflin' Nigga (Produit par Aladdin et SLJ)                                                  | Synthetic Substitution de Melvin Bliss The Bird de Jimmy McGriff                                                                                                   | 3:30  |
| 14. | Black Togetha Again (Produit par King Tee)                                                   | | 3:49  |
| 15. | Bus Dat Ass (featuring Tha Alkaholiks – Produit par King Tee)                                | Sing a Simple Song de Sly & the Family Stone Long Red de Mountain                                                                                                  | 4:16  |
| 16. | Tha Great (Produit par DJ Pooh)                                                              | | 2:23  |